# Давиденко Борис Павлович
Борис Павлович Давиденко (18 липня 1902, місто Тифліс, тепер місто Тбілісі, Грузія — 18 березня 1981) — радянський партійний діяч, голова Одеського міськвиконкому.

## Біографія
Народився в родині робітника. Трудову діяльність розпочав у шістнадцятирічному віці ремонтним робітником на Закавказькій залізниці
З квітня 1920 року служив у Червоній армії, учасник Громадянської війни в Росії.
Член РКП(б) з 1920 року.
Закінчив Вищу прикордонну школу ОДПУ в Москві. Служив начальником прикордонної застави ОДПУ. 
З 1928 по 1937 рік працював в управлінні «Азнафти» в Баку та в управлінні Чорноморського морського пароплавства в Одесі.
На 1938—1939 роки — 1-й секретар Воднотранспортного районного комітету КП(б)У міста Одеси.
У квітні 1939 — січні 1940 року — завідувач військового відділу Одеського обласного комітету КП(б)У.
У січні 1940 — серпні 1941 року — голова виконавчого комітету Одеської міської ради депутатів трудящих. Під час німецько-радянської війни перебував в евакуації.
У 1944—1947 роках — голова виконавчого комітету Одеської міської ради депутатів трудящих.
З 1947 року — голова виконавчого комітету Ульяновської міської ради депутатів трудящих Ульяновської області. Працював заступником голови виконавчого комітету Куйбишевської обласної ради депутатів трудящих.
Потім — персональний пенсіонер.

## Звання
- капітан

## Нагороди
- орден Червоної Зірки
- медаль «За оборону Одеси»
- медаль «За перемогу над Німеччиною у Великій Вітчизняній війні 1941—1945 рр.» (1945)
- медалі
- Почесний громадянин міста Одеси (22.06.1971)